# Yvonne Keeley
Yvonne Keeley (* 6. September 1952; eigentlich Yvonne Paay) ist eine niederländische Sängerin und Hörfunkmoderatorin.

## Leben und Wirken
Keeley wurde als jüngere Schwester der Sängerin Patricia Paay geboren. Anfänglich wollte sie Laborantin werden. Zu Beginn der 1970er-Jahre lebte sie in Großbritannien, wo sie mit dem britischen Sänger Steve Harley, dem Gründer und Sänger der Glam-Rock-Band Cockney Rebel, liiert war. Als sie 1974 eine eigene Platte aufnehmen wollte, zögerte die Plattenfirma zunächst, um Verwechslungen mit ihrer populären Schwester zu vermeiden. Harley erdachte daraufhin das Pseudonym Keeley.
Im Januar 1978 landete Keeley mit der Single If I Had Words, die sie zusammen mit dem britischen Sänger Scott Fitzgerald aufgenommen hatte, einen Nummer-eins-Hit in den Niederlanden und im flämischen Teil Belgiens. Die Aufnahme war eine Reggaeadaption des Maestoso aus der Symphonie Nr. 3 („Orgelsymphonie“) von Camille Saint-Saëns. In ihrem Heimatland stand die Single 17 Wochen in den Top 40. Im folgenden Jahr erreichte die Single Best Friend I Know, ein Duett mit ihrer Schwester Patricia, ebenfalls die Charts.
1983 bildete sie zusammen mit ihrer Schwester Patricia und einer dritten wechselnden Sängerin das Trio The Star Sisters.
Im Mai 1987 ließ sich Keeley für die niederländische Ausgabe des Playboy nackt ablichten. Ab 1988 war sie als Moderatorin für den kommerziellen Rundfunksender Cable One tätig. 1991 arbeitete sie als Nachrichtensprecherin für den Rotterdamer Sender Stads TV. Im Jahr darauf übersiedelte sie zu ihrer Schwester und ihrem Schwager Adam Curry in die Vereinigten Staaten.
Von 1997 bis 2001 präsentierte sie in Zusammenarbeit mit Ron Sint Nicolaas auf Radio Rijnmond die Sendung Keeley in de middag. Daneben vertrat sie regelmäßig Sanne Boswinkel in ihrer Nachmittagssendung auf dem gleichen Radiosender.